# Sacco och Vanzetti

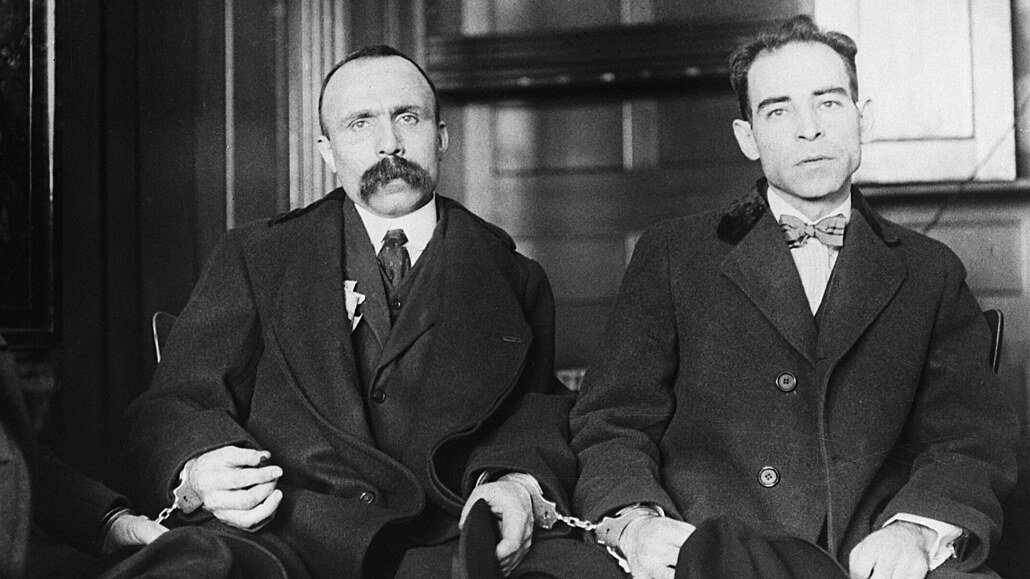
Från vänster: Bartolomeo Vanzetti och Nicola Sacco, i handbojor.

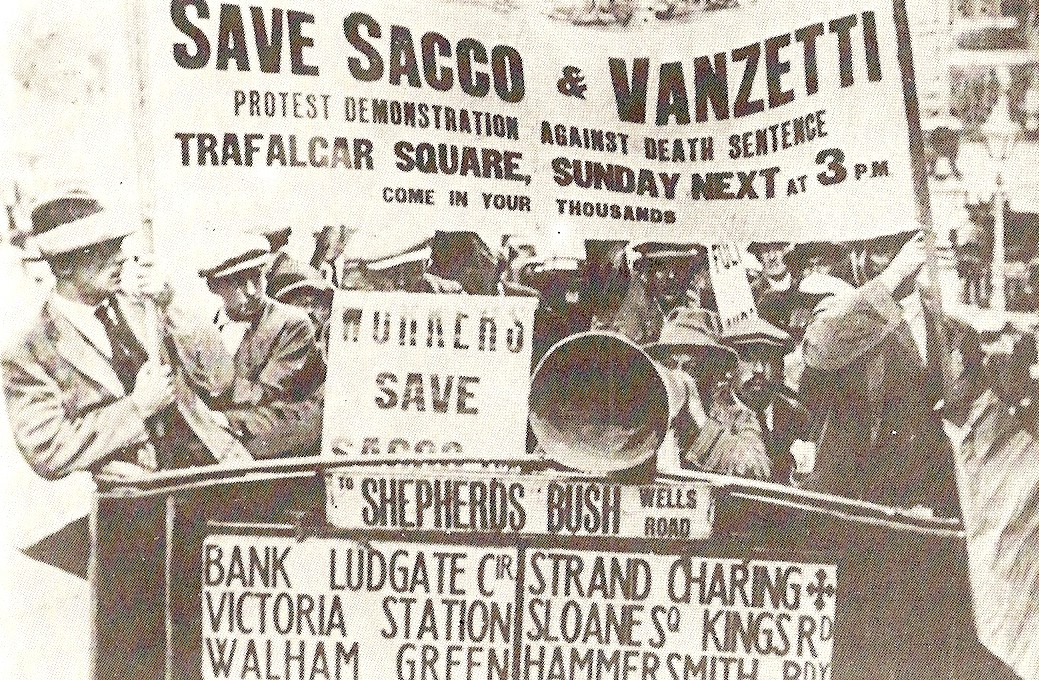
Uppmaning till protestmarsch mot avrättningarna av Sacco och Vanzetti i London 1921.

Sacco och Vanzetti var två italienska anarkister som hade invandrat till USA. Ferdinando Nicola Sacco föddes 22 april 1891 i Torremaggiore, Apulien i Italien och arbetade som skomakare. Bartolomeo Vanzetti föddes 11 juni 1888 i Villafalletto, Cuneo, Piemonte i Italien och arbetade som fiskförsäljare. De avrättades i elektriska stolen den 22 augusti 1927.
De dömdes mot sitt nekande 1921 till döden för mord och rån mot en lönetransport i delstaten Massachusetts i april 1920, varvid fabrikskassören och en säkerhetsvakt dödades. Bytet uppgick till 15 766 dollar. Rättegången blev mycket uppmärksammad, och domen ledde till omfattande protester världen över. Bland dem som protesterade mot domslutet var Albert Einstein, H.G. Wells, Woody Guthrie och George Bernard Shaw, och i Boston deltog 250 000 personer i en tyst protestmarsch. I Stockholm demonstrerade över 50 000 på Stureplan. Det ansågs att Sacco och Vanzetti var oskyldiga och att domen berodde på främlingshat och de dömdas impopulära politiska åsikter.
Verkställandet av domen sköts upp flera gånger. Det framkom också att det så kallade Morelli-gänget låg bakom rånmordet, men domaren vägrade öppna fallet på nytt. Sacco och Vanzetti avrättades i elektriska stolen den 22 augusti 1927.

## Eftermäle
Den amerikanske författaren Upton Sinclair skrev en romansvit om justitiemordet på Sacco och Vanzetti. Böckerna heter Boston (3 delar) och skrevs på 1920-talet. Diskussionerna om skuldfrågan fortsatte på 1930- och 1940-talet. Ett ballistiskt test 1961 visade att det var Saccos pistol som använts vid morden. 1977 proklamerade Massachusetts guvernör att rättegångarna mot Sacco och Vanzetti varit orättvist genomförda och domarna felaktiga.
Hundra år efter händelserna är det fortfarande omtvistat huruvida Sacco och Vanzetti var oskyldiga. Ingrid Carlberg ägnade ett kapitel i sin bok Marionetterna (2023) åt protesterna. Hon menar att de delvis var organiserade av krafter som mer allmänt ville väcka arbetarnas vrede mot det amerikanska samhällets orättvisor. Hon tar inte ställning i själva skuldfrågan.